# NGC 1385
NGC 1385 is een balkspiraalstelsel in het sterrenbeeld Oven. Het hemelobject werd op 17 november 1784 ontdekt door de Duits-Britse astronoom William Herschel.

## Synoniemen
- ESO 482-16
- MCG -4-9-36
- AM 0335-244
- IRAS03353-2439
- PGC 13368